# Палата громад Сполученого Королівства

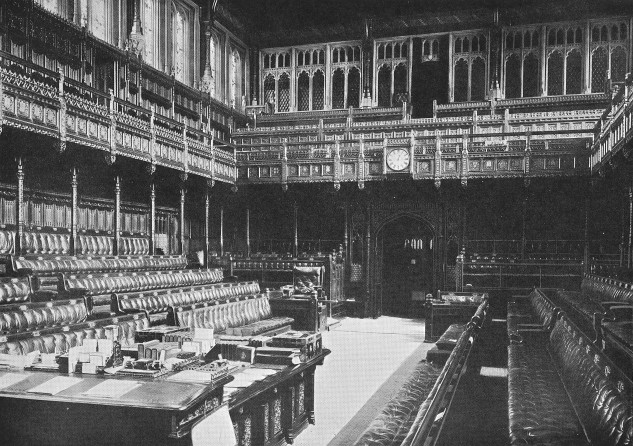
Зал засідань. Палата громад, Вестмінстерський палац, Лондон
світлина 1851 року

Пала́та грома́д (англ. House of Commons; повне найменування — Поважні громади Сполученого королівства Великої Британії і Північної Ірландії, які зібралися в Парламенті, англ. The Honourable the Commons of the United Kingdom of Great Britain and Northern Ireland in Parliament assembled) — нижня палата парламенту Великої Британії.

## Історія
Парламент розвинувся з ради при королі в середні віки. Ця королівська рада, що збиралася на короткий період, включала церковників, шляхту, і представників графств (відомих як knights of the shire, лат. milites comitatus, «лицарі уділу»). Основною турботою цього зібрання було схвалення податків, запропонованих Короною. Поступово рада розвинулася в законодавчу владу.

## Організація діяльності

### Порядок формування
Формування Палати громад здійснюється шляхом загальних рівних прямих виборів при таємному голосуванні на основі мажоритарної системи (англ. first past the post) відносної більшості в одномандатних виборчих округах. Це означає, що для отримання депутатського мандату кандидатові необхідно набрати просту більшість голосів виборців, при цьому він має право обиратися в декількох округах одночасно, а після оголошення результатів виборів, в разі перемоги, він повинен вирішити, який округ буде представляти в Палаті громад.
Вибори до Палати громад можуть бути загальними, тобто проходити одночасно на всій території країни, або проміжними, тобто проводитися додатково в окремих виборчих округах у зв'язку з вакансією, що відкрилася в результаті смерті або відставки депутата.
Британське парламентське право містить ряд умов, що визначають неприпустимість участі в парламентських виборах. Так, не можуть бути членами Палати громад:
1. іноземці,
2. деякі посадові особи, зокрема — члени Палати лордів,
3. державні цивільні і військові службовці,
4. священики англіканської церкви;
5. особи, які відбувають покарання за державну зраду;
6. особи, які страждають психічними захворюваннями;
7. банкрути;
8. особи, визнані винними в застосуванні незаконних і безчесних прийомів на виборах.

Пасивним виборчим правом володіють британські громадяни, які досягли 21 року, за винятком перерахованих вище. У разі обрання до Палати громад особи, що не відповідає вимогам, що пред'являються до депутатів, вибори можуть бути визнані недійсними, а така особа — анульованою, якщо тільки до моменту дискваліфікації перешкоди до заняття місця в Палаті не будуть усунені.

### Склад
Число обраних депутатів Палати громад відповідає кількості виборчих округів, яке може змінюватися в результаті перегляду їх меж в залежності від чисельності населення. В даний час, за підсумками останніх виборів 2010 року, депутатський корпус становить 650 членів.
Оскільки Палата громад відіграє головну роль у здійсненні функцій парламенту, її депутатів заведено йменувати «членами парламенту» (англ. Members of Parliament, скорочено — MP's).
Члени парламенту не мають права одночасно обиратися до Палати лордів, однак можуть входити до складу уряду, який формується за поданням прем'єр-міністра. Формально парламент не бере участь у призначенні прем'єр-міністра — це прерогатива монарха. На практиці монарх може призначити главою уряду тільки члена тієї партії, яка має більшість у парламенті, оскільки згідно з конституційним звичаєм прем'єр-міністром стає лідер партії, що отримала більшість мандатів в Палаті громад.

### Термін повноважень
Термін повноважень Палати громад становить п'ять років. На практиці це означає, що парламентські вибори можуть бути призначені в будь-який момент протягом цього терміну, тобто є можливість дострокового розпуску парламенту, до якої нерідко вдається уряд — у британському парламентському праві на цей випадок немає ніяких обмежень.
В англійській літературі зустрічається кілька різновидів розпуску Палати громад:
1. розпуск з метою отримання схвалення політики уряду з боку виборчого корпусу, якщо уряд пропонує заходи, що суперечать передвиборчому маніфесту відповідної партії;
2. розпуск у результаті поразки уряду з будь-якого питання, якщо громадська думка, з точки зору уряду, підтримує його, а не парламент;
3. розпуск з метою отримання керівною партією переваг на парламентських виборах.

Палата може ухвалити рішення і про саморозпуск, а може, навпаки, продовжити термін своїх повноважень.

## Структура

### Посадові особи

#### Спікер
Головою Палати громад є спікер (англ. Speaker). Він обирається з числа найстаріших і найшанованіших її членів на початку роботи парламенту нового скликання або у разі виникнення відповідної вакансії. Кандидатура спікера має бути узгоджена лідерами політичних партій, представлених у Палаті, і схвалена монархом. Якщо спікер зберігає місце депутата після чергових парламентських виборів, то депутати переобирають його на новий термін. Таким чином, спікер продовжує залишатися на посаді до тих пір, поки не втратить свій депутатський мандат, або не піде у відставку з власної ініціативи. Після закінчення повноважень спікер за традицією отримує титул барона і членство в Палаті лордів.
Основне завдання спікера полягає, по-перше, у забезпеченні взаємодії Палати громад з монархом, урядом та іншими інститутами влади, а по-друге — в здійсненні організаційного керівництва Палатою. Так, спікер визначає порядок виступу депутатів і стежить за тим, щоб вони говорили по суті питання, контролює хід дебатів і застосовує дисциплінарні заходи до порушників порядку; вибирає комітет, який працюватиме над законопроєктом, і призначає його голову; визначає, чи відноситься законопроєкт до числа фінансових і приймає рішення про проведення засідання Комітету всієї палати; підтверджує подолання права вето Палати лордів і ін. Таким чином, спікер грає важливу роль в роботі парламенту. З урахуванням цього, а також з метою недопущення переваг для тієї партії, до якої належить спікер, відразу після обрання він формально виходить з її складу. Щоб запобігти тиску спікера на депутатів під час дебатів, йому, як і його заступникам, не надається права виступати на засіданнях палати і брати участь в голосуванні. Виняток становить випадок, коли голоси депутатів розділяються порівну.

#### Віце-спікер
Спікер має трьох заступників (віце-спікерів, англ. Deputy Speaker), які теж вважаються безпартійними парламентаріями і при звичайних умовах не голосують. Перший заступник спікера іменується головою комітету шляхів і засобів (англ. Chairman of ways and means). Він заміщає спікера в його відсутність і керує засіданнями в тому випадку, якщо Палата громад перетворюється на Комітет всієї палати.

#### Лідер
Лідером Палати (англ. Leader of the House) є член Кабінету міністрів. Відповідно до Акту про Палату громад 1978 року його призначає монарх за поданням прем'єр-міністра з числа найвпливовіших членів правлячої партії. Основна функція лідера — представництво уряду в палаті. Йому належать такі важливі повноваження, як визначення порядку денного та програми законодавчих заходів

#### Клерк
Клерк Палати громад — одночасно головний порадник палати з процедурних питань та головний виконавець (Chief Executive) палати. Це постійна посада, і він — не член палати громад. Клерк радить спікеру, підписує накази і офіційні заяви, а також підписує і ставити печатку на білль. Він — голова ради з управління (Board of Management), який складається з глав шести департаментів палати. Помічник клерка називається асистентом. Ще одна посадова особа — Sergeant-at-Arms, обов'язок якого підтримувати закон, порядок і безпеку в палаті. Sergeant-at-Arms носить церемоніальну булаву, символ авторитету Корони і палати. Булаву кладуть на стіл перед засіданням.

### Комітети
Палата громад охоплює загальні, спеціальні й об'єднані комітети, а також Комітет всієї палати.

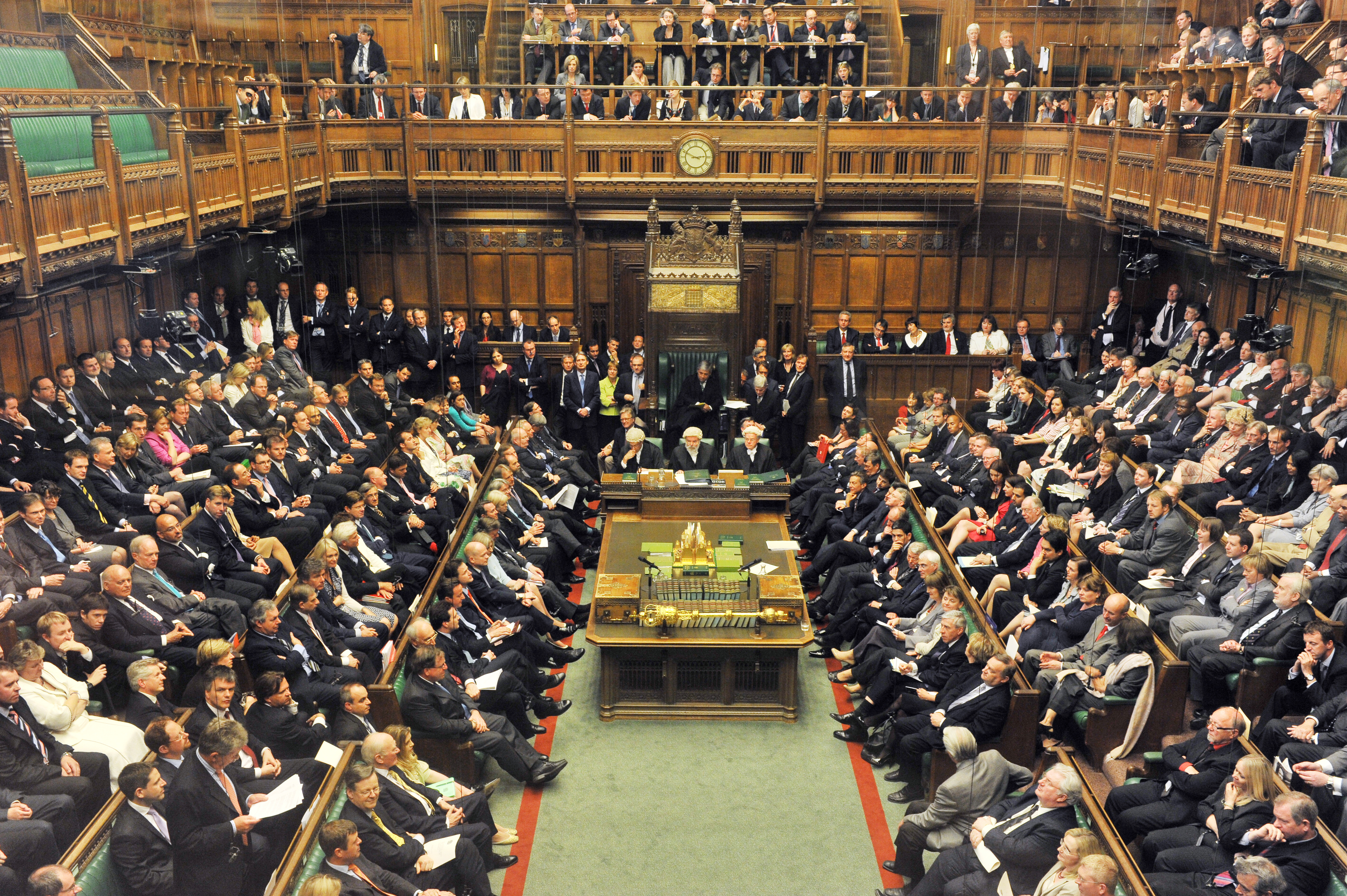
Засідання Палати громад 2010 рік

#### Загальні комітети
Загальні комітети (англ. general committees) формуються для постатейного розгляду законопроєктів — біллів, як публічних (англ. public bill committees), так і приватних (англ. private bill committees). Для розгляду кожного конкретного білля створюється окремий комітет, який після виконання свого завдання розпускається. У палаті може функціонувати одночасно кілька загальних комітетів, які налічують від 16 до 50 членів, чисельність яких пропорційна партійним фракціям. В основному загальні комітети розглядають найрізноманітніші за своєю спрямованістю законопроєкти, однак деякі з них певним чином орієнтовані (англ. additional general committees), наприклад, Великий Шотландський, Великий Уельський, Великий північноірландський та інші комітети.

#### Спеціальні комітети
Спеціальні комітети (англ. select committees) створюються на початку парламенту нового скликання і налічують від 11 до 17 членів. Особливе місце серед них займають комітети з контролю за діяльністю уряду (англ. departmental select committees). Вперше створені в 1979 році, вони утворюються по галузях управління. Головне їхнє завдання — контроль за діяльністю міністрів, тому й система цих комітетів і прив'язана до структури уряду. Члени уряду не вправі входити до складу таких комітетів, але можуть бути присутніми на засіданнях і виступати від імені уряду, не беручи участь в голосуванні. Депутати Палати громад, які не перебувають у відповідному комітеті, також мають право бути присутніми на його засіданнях, але без права голосування. До спеціальних комітетів також відносять комітети з особливо важливих питань (англ. topical select committees), зокрема Комітет у справах Європейського союзу, а також внутрішні комітети (англ. internal select committees), що забезпечують функціонування Палати, серед яких Комітет з відбору, Комітет з процедури та ін.

#### Об'єднані комітети
Об'єднані комітети (англ. jont committees) формуються з рівного числа членів Палати громад і членів Палати лордів, створюються для розгляду питань, що стосуються обох палат парламенту. Деякі з них функціонують на постійній основі (англ. major joint committees), наприклад, Комітет з прав людини, Комітет з делегованого законодавства. Відмінною рисою об'єднаних комітетів є те, що, по-перше, голова — ним може бути член будь-якої їх палат — призначається самим комітетом, а по-друге, доповідь про свій роботі комітет представляє обом палатам.

#### Комітет всієї палати
Комітет всієї палати (англ. Committee of the Whole House) являє собою особливий режим роботи, при якому Палата громад засідає у повному складі. Головою Комітету, як правило, виступає перший заступник спікера. Комітет всієї палати збирається для розгляду тільки найважливіших, в тому числі фінансових законопроєктів.